# Frances Spence
Frances V. Spence (née Bilas le 2 mars 1922 et morte le 18 juillet 2012) est l'une des premières programmeuses pour l'ENIAC (le premier ordinateur numérique). Elle est considérée comme l'une des pionnières de l'histoire de la programmation informatique.

## Biographie
Frances Spence est née à Philadelphie en 1922. Elle est la deuxième de cinq sœurs. Ses parents travaillent tous deux dans le secteur de l'éducation, son père en tant qu'ingénieur du Système d'écoles publiques de Philadelphie et sa mère en tant que professeure.
Frances Bilas fréquente le lycée pour filles de Philadelphie et en sort diplômée en 1938. Elle s'inscrit d'abord à l'Université Temple. Elle obtient une bourse d'études et poursuit au sein du Chestnut Hill College. Elle obtient un diplôme en mathématiques avec une option mineure en physique en 1942. C'est là qu'elle rencontre Kathleen Antonelli, qui devient plus tard également une programmeuse de l'ENIAC. En 1947, elle épouse Homer W. Spence, un ingénieur électricien de l'armée de l'Aberdeen Proving Ground, qui a été assigné au projet ENIAC et qui devient plus tard chef de la Division de recherche informatique. Elle continue à travailler sur l'ENIAC dans les années après la guerre, mais peu de temps après son mariage, elle démissionne pour fonder une famille. Elle a trois garçons : Joseph, Richard, et William.

## Carrière au sein du projet ENIAC

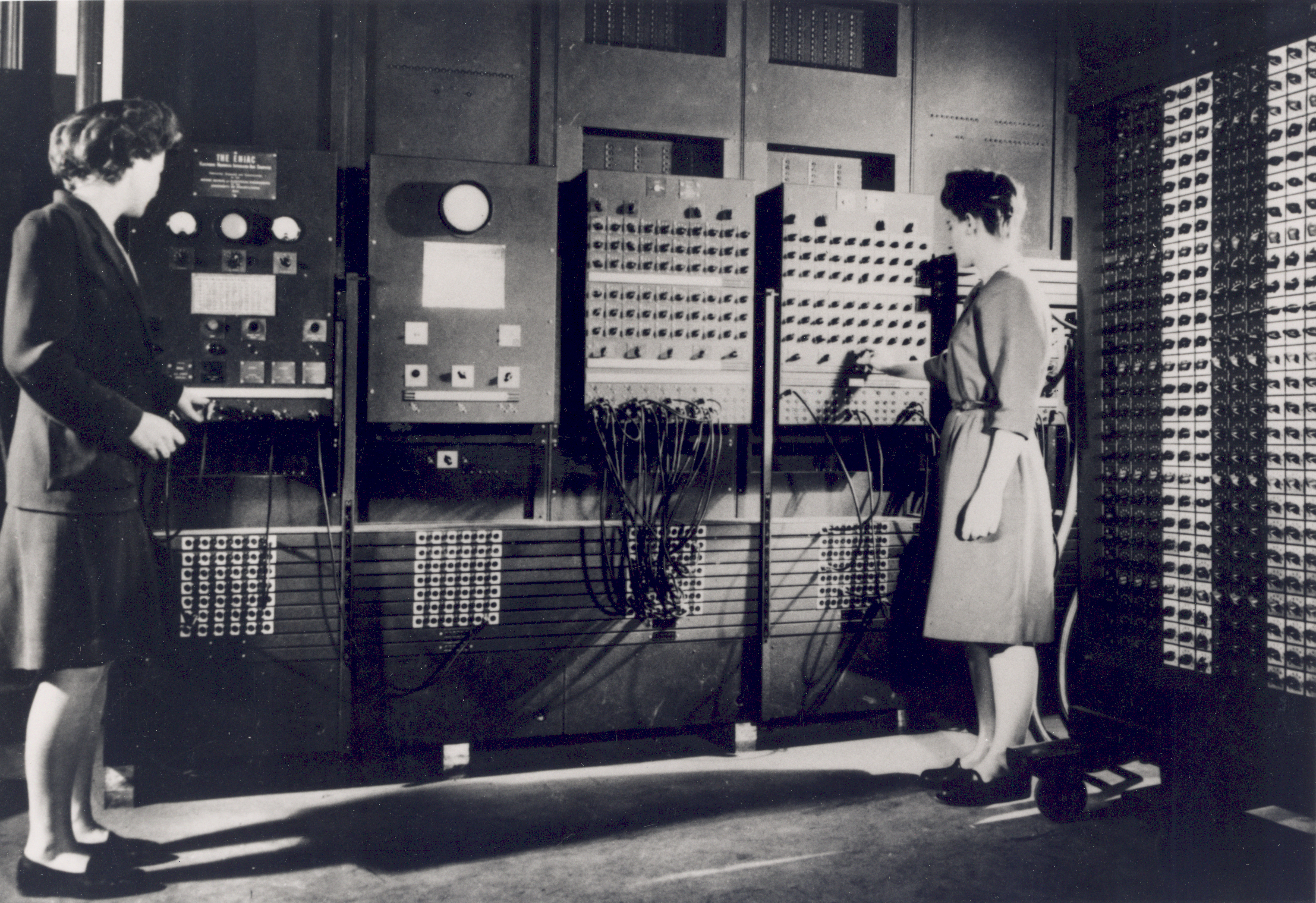
Les programmeuses Betty Jean Jennings (à gauche) et Frances Spence (à droite) utilisant le panneau de contrôle principal de l'ENIAC pour la journée de démonstration du 15 février 1946.

L'ENIAC est un projet classifié de l'Armée américaine visant à construire le premier ordinateur numérique électronique. Alors que ses composant physiques sont construits essentiellement par une équipe d'hommes, son développement informatique est mené par une équipe de six programmeuses (appelées Calculatrices), toutes des femmes avec un parcours similaire à celui de Frances. En dépit de son importance en tant que l'une des premières programmeuses de l'ENIAC, le rôle qu'elle et les autres femmes programmeuses tiennent est largement minimisé en raison du stéréotype selon lequel les femmes ne sont pas intéressées par la technologie. Des photos de ces femmes travaillant sur l'ordinateur sont souvent publiées sans mentionner leur nom dans les journaux, et quand l'ENIAC est achevé et présenté au public le 15 février 1946, l'Armée américaine omet de nommer les programmeuses qui ont permis à la machine d'exécuter des calculs complexes. 
Frances Spence et les autres programmeuses sont embauchées par l'école d'ingénieur Moore School of Engineering de l'Université de Pennsylvanie, au sein d'une équipe de 80 calculatrices, qui calcule les trajectoires balistiques. La Moore School of Engineering est financée par l'Armée américaine, qui embauche à l'époque des mathématiciennes. Les hommes combattent à l'étranger dans le cadre de la Seconde Guerre mondiale. Frances Spence et sa camarade du Chestnut Hill College, Kathleen Antonelli, font partie d'une petite équipe au sein du projet de l'ENIAC. En plus de leurs tâches de programmation les plus importantes, elles sont aussi affectées à l'exploitation d'une machine analogue de calcul connue sous le nom d'analyseur différentiel, et qui est utilisée pour calculer des équations balistiques (calcul que toutes les femmes qui travaillaient sur l'ENIAC avaient l'habitude de faire à la main). Une fois la guerre terminée, Frances Spence et Kathleen Antonelli continuent à travailler sur l'ENIAC et elles collaborent avec d'autres grands mathématiciens.

## Hommages
En 1997, Frances Spence est intronisée dans le  Women in Technology International Hall of Fame (en) avec les autres programmeuses de l'ENIAC. Leur travail a ouvert la voie pour les ordinateurs de l'avenir, et leur capacité d'innovation a permis d'amorcer la montée de l'électronique, de l'informatique et de la programmation informatique dans l'après-Seconde Guerre mondiale.
L'équipe de l'ENIAC a inspiré le documentaire primé de 2013 The Computers. Ce documentaire, créé par Kathy Kleiman et le projet des programmeurs de l'ENIAC, combine des images de l'équipe de l'ENIAC des années 1940 avec des interviews des femmes membres de l'équipe qui se penchent sur leur première collaboration dans le cadre du projet ENIAC. C'est le premier documentaire d'une série de trois, et les deuxième et troisième parties s'appelleront respectivement The Coders et The Future-Maker.